# Szociális piacgazdaság
A szociális piacgazdaság vagy más néven rajnai kapitalizmus, rajnai-alpesi kapitalizmus és szociális kapitalizmus, egy olyan társadalmi-gazdasági modell, amely a szabadpiaci kapitalista gazdasági rendszert ötvözi a szociálpolitikával.
Nyugat-Németországban a Kereszténydemokrata Unió politikusa Ludwig Erhard közgazdász dolgozta ki és alkalmazta 1949-től, Konrad Adenauer kancellár vezetésével. Erősen ihlette az ordoliberalizmus , a szociáldemokrácia eszméi és a katolikus egyház szociális tanítása és általában a keresztény etika.
Konrad Adenauer a Német Szövetségi Köztársaság első kancellárja volt 1949 szeptemberétől 1963 októberéig.
Nyugat-Németország a második világháború után romokban hevert gazdasági értelemben is, ezen gazdaságpolitika segítségével azonban kilábaltak a válságból. Jólétet hozott Nyugat-Németországnak a háború után; ez egy köztes út volt a kapitalizmus és az államgazdaság között.
A Lisszaboni Szerződés értelmében az Európai Unió is egy „versenyképes szociális piacgazdaságra” törekszik , teljes foglalkoztatottsággal és társadalmi fejlődéssel.

## Jellemzői
A következők voltak a legfontosabb központi fogalmai: 
- a magántulajdon támogatása,
- a teljesítmények tisztességes és szabad versenye,
- a piacnak megfelelő árak,
- a tervgazdaság elutasítása,
- a monopóliumok független ellenőrzése,
- a pénzügy központi felügyelete a valuta, az iparűzés és a telephely megválasztása szabadságának védelme érdekében,
- a túlságosan magas jövedelem-adókulcsok csökkentése,
- a gazdaságilag gyengék szociális biztonsága,
- bérmegállapodás.

Központi alapelve volt a szociális piacgazdaságnak a vállalatok közötti verseny fenntartása. Az állam támogatta pénzzel azokat a vállalatokat, amelyek a versenyben alulmaradtak, így továbbra is fenntartva az érdeküket a gazdasági életben való szereplésre.

## Története
Elsődleges feladat volt, hogy lakást teremtsenek a háborúban kárt szenvedett embereknek, valamint a menekültek és a hazatérők számára.
Az 1950-ben elfogadott első lakásépítési törvénynek köszönhetően hat év alatt 2,4 millió lakás épült a szociális ill. az államilag támogatott lakásépítés keretében.
Lépésről lépésre, de kemény belpolitikai csatározások közepette a gazdaság további területeit piacosították. Felszabadították a vas- és acélárakat, a 60-as évek elején a fűtőolaj és az atomenergia hasznosításával végérvényesen megszűnt a szén monopóliuma.
Adenauer mellett Ludwig Erhard nevéhez köthető a szociális piacgazdaság. Ő jelentette be 1949-ben a kartell-törvényt, ami a szabadságon alapuló szociális piacgazdaság egyik rendpolitikai pillérét jelentette. Fordulatot jelentett ez a törvény, hiszen a Német Császári Birodalom óta bekövetkezett fejlődés előnyben részesítette a kartelleket.
Az 1957-es nyugdíjreform volt az 50-es évek másik történelmi jellegű szociálpolitikai intézkedése.
A gazdasági növekedés hihetetlen dinamikája és a takarékos költségvetés lehetővé tette, hogy a Német Szövetségi Köztársaság újjáépítését valamint az új szociális törvényeket az állam nagyobb fokú eladósodása nélkül valósítsák meg.
1950 és 1960 között a társadalmi össztermék évente reálértékben átlagosan nyolc százalékkal növekedett, az ipari termelés azonos időszakban 150 százalékkal, a beruházási javak ipara 220 százalékkal nőtt.
Adenauer és Erhard politikája megteremtette a gazdasági fellendülés, a társadalmi béke és a személyes kezdeményezések szabad kibontakoztatásának alapjait.